# Cheilopogon pinnatibarbatus pinnatibarbatus
El volador de Bennett o volador cabecita es la especie Cheilopogon pinnatibarbatus pinnatibarbatus, un pez marino de la familia exocétidos, distribuidos por la costa este del océano Atlántico desde el cabo de Finisterre (España) hasta Liberia, incluidas las islas de Azores, Canarias, Cabo Verde, isla Ascensión, isla Santa Helena e isla de Santo Tomé, también en la costa oeste en Río de Janeiro (Brasil) y en el oeste del océano Índico en las aguas de Madagascar. Además, se encuentran subespecies en la mayoría de los mares subtropicales.

## Importancia para el hombre
Se pesca para alimentación, pero con una importancia comercial muy pequeña.

## Anatomía
Con el cuerpo característico de los peces voladores, se ha descrito una captura de 40 cm.

## Hábitat y biología
Habitan las aguas marinas subtropicales y templadas pelágicas-neríticas, donde se comporta de tipo oceanódromo.
Se encuentra en aguas cercanas a la costa, donde tiende a abundar cerca de la tierra o islas en aguas más frías. Es capaz de saltar fuera del agua y deslizarse por largas distancias sobre la superficie. Se alimenta de zooplancton y peces pequeños. Huevos con filamentos en toda la superficie.